# Gottfried von Metzburg
Gottfried von Metzburg (* 25. November 1738 in Graz; † 9. Juli 1797 in Klagenfurt) war ein österreichischer Jesuit, Lehrer und Bibliothekar.

## Leben
Gottfried Xaver, Freiherr von Metzburg, stammte einer vorderösterreichischen Familie, die sich um die Mitte des 18. Jahrhunderts in der Steiermark niedergelassen hatte. Er war ein Sohn des steirischen Landrechtssekretärs Christoph Augustin Freiherrn von Metzburg aus dessen Ehe mit Maria Katharina von Hitzelberg.
Wie auch sein Bruder Georg Ignaz von Metzburg trat er am 27. Oktober 1754 in die Gesellschaft Jesu ein und war als Lehrer tätig. Er war k. k. ordentlicher Professor der Redekunst und der geistlichen Beredsamkeit am Lyceum in Klagenfurt, dem ehemaligen Jesuitenkolleg, und wurde nach der Aufhebung des Jesuitenordens Studienpräfekt und Bibliothekar ebenda. Als solcher erwarb er sich besondere Verdienste um den Ausbau und die Neukatalogisierung der Bibliothek. Die Geldmittel dazu, jährlich 20 Gulden, stammten aus dem Vermögen des aufgehobenen Jesuitenordens.

## Werke
- Praecepta Rethorices in quaestiones et responsiones digesta